# Людзіславиці
Людзіславиці (пол. Ludzisławice, нім. Louisenaue) — село в Польщі, у гміні Санток Ґожовського повіту Любуського воєводства.
Населення — 220 осіб (2011).
У 1975-1998 роках село належало до Гожовського воєводства.

## Демографія
Демографічна структура станом на 31 березня 2011 року:
|          | Загалом | Допрацездатний вік | Працездатний вік | Постпрацездатний вік |
| -------- | ------- | ------------------ | ---------------- | -------------------- |
| Чоловіки | 115     | 25                 | 75               | 15                   |
| Жінки    | 105     | 24                 | 59               | 22                   |
| Разом    | 220     | 49                 | 134              | 37                   |